# Jef Maeijer
Josephus Martinus Maria (Jef) Maeijer (Breda, 14 januari 1932 - 's-Hertogenbosch, 6 september 2018) was een Nederlands rechtsgeleerde. Hij gold als autoriteit in het vennootschaps- en ondernemingsrecht.

## Biografie
Maeijer studeerde rechten aan de Katholieke Universiteit Nijmegen. In 1962 promoveerde hij bij Wim van der Grinten (1913-1994) op het proefschrift Matiging van schadevergoeding. In 1963, na de plotselinge dood van professor J.W.G.P. Jurgens (1895-1963), werd Maeijer benoemd tot hoogleraar handelsrecht en internationaal privaatrecht in Nijmegen. In 1964 werd zijn leeropdracht veranderd naar handelsrecht en burgerlijk recht. Van 1989 tot 1997 bleef hij als buitengewoon hoogleraar handelsrecht verbonden aan de universiteit.
Maeijer was lid van de Koninklijke Nederlandse Akademie van Wetenschappen, buitenlands lid van de Koninklijke Vlaamse Academie van België voor Wetenschappen en Kunsten en doctor honoris causa van de Universiteit van Poitiers. Hij was voorts onder andere Ridder in de Orde van de Nederlandse Leeuw en Commandeur in de Kroonorde van België.
Maeijer overleed in 2018 op 86-jarige leeftijd.

## Invloed
Sinds 1968 was Maeijer lid van de commissie vennootschapsrecht. In die rol heeft hij het Nederlandse vennootschapsrecht diepgaand beïnvloed. Hij ontwierp ook de nieuwe regeling voor personenvennootschappen. Sinds 1978 heeft Maeijer veel Nederlandse jurisprudentie geannoteerd onder de initialen Ma. Ook is hij bekend vanwege zijn aanzienlijke bijdrage aan de gezaghebbende Asser-serie.